# Roman Roth (Mathematiker)
Georg Ernst Roman Roth (* 8. April 1887 in Charlottenburg; † 1988) war ein deutscher Mathematiker und Hochschullehrer.

## Leben und Werk
Roman Roth, Sohn des Schnellzeichners Wilhelm Theodor Maximilian Roth und dessen Ehefrau Karoline Wilhelmine Roth geborene Stangenberg, studierte nach dem Schulbesuch und promovierte zum Dr. phil. nat. Er war ein Schüler von Lothar Heffter (1862–1962). 1941 lebte er als Studienrat in Berlin-Neukölln. Nach Ende des Zweiten Weltkrieges war er Direktor des Schulwissenschaftlichen Instituts der Universität Leipzig und war am Aufbau des Instituts für Praktische Pädagogik beteiligt. Allerdings wurde er 1946 zurückgesetzt und nur dessen stellvertretender Direktor, da ihm vorgeworfen wurde, in der NS-Zeit im Reichsluftfahrtministerium als Offizier tätig gewesen zu sein.
Am 22. Februar 1947 habilitierte er sich an der Pädagogischen Fakultät der Martin-Luther-Universität Halle-Wittenberg. Das Thema seiner Dissertation lautete Die komplexe Gerade. 1950 erhielt er eine Professur mit Lehrauftrag für Mathematik. 1952 wurde ihm der volle Lehrauftrag für Methodik des Mathematikunterrichts und seiner Grenzgebiete übertragen. 1954 erfolgte seine Emeritierung.
In Weimar heiratete er 1968 ein zweites Mal und beging 1987 in Jena seinen 100. Geburtstag.

## Schriften (Auswahl)
- Abbildung des hyperbolischen Raumes in der Euklidischen Ebene. Schulze, Gräfenhainichen 1926, zugleich: Dissertation, Freiburg im Breisgau 1926
- Anwendung abbildungsgeometrischer Verfahren zur Lösung von Kreuzeraufgaben. In: Zeitschrift für mathematischen [...] Unterricht. 1941, S. 40–48.
- Die komplexe Gerade. Eine fachwissenschaftlich-didaktische Untersuchung. Habilitationsschrift, Jena 1947.
- Die finale Beweisplanung im Mathematikunterricht aufgezeigt am Satz von der Simonschen Gerade. In: Wissenschaftliche Zeitschrift der Friedrich-Schiller-Universität Jena. 1955.